# Oleksandr Syrskyj
Oleksandr Stanislavovytj Syrskyj (ukrainska: Олександр Станіславович Сирський), född 26 juli 1965 i Novinki i Ryska rådsrepubliken i Sovjetunionen, är en ukrainsk officer (general), tillika landets försvarsmaktschef.

## Biografi
Oleksandr Syrskyj tog examen 1982 vid Moskvas högre militära kommandoskola (Московское Высшее Общевойсковое Командное Училище).
Han blev 2007 den förste ställföreträdande befälhavare för den gemensamma insatsstyrkan inom de väpnade styrkorna i Ukraina och var 2011-2012 förste ställföreträdande chef för generalstabens huvudavdelning för militärt samarbete och fredsbevarande operationer.
2015 befordrades han till generallöjtnant. Före kriget i Donbas var Oleksandr Syrskyi ställföreträdande befälhavare för Ukrainas väpnade styrkor med särskilt ansvar för samarbetet med NATO.
Den 6 maj 2019 utsågs han till chef för den militära operationen i Donbas av president Petro Porosjenko. Den 1 augusti 2019 utsåg den nyvalde presidenten Volodymyr Zelenskyy honom till chef för den ukrainska armén.
Den 23 augusti 2020 befordrades han till generalöverste. Som sådan ledde han de ukrainska trupperna i motattacken i Charkiv oblast(en). 
Den 23 august 2024 befordrades Syrskyj till general.